# My God Is Blue
My God Is Blue è il quarto album in studio del musicista francese Sébastien Tellier, pubblicato nel 2012.

## Tracce
Tutte le tracce sono state composte da Sébastien Tellier, eccetto dove indicato.

1. Pépito bleu – 2:48
2. The Colour of Your Mind – 5:04
3. Sedulous – 4:23
4. Cochon ville – 3:09
5. Magical Hurricane – 4:31
6. Russian Attractions – 2:57
7. Mayday – 3:32
8. Draw Your World – 1:54
9. My Poseidon – 4:31 (Sébastien Tellier, Guy-Manuel de Homem-Christo)
10. Against the Law – 4:48
11. My God Is Blue – 3:07
12. Yes, It's Possible – 5:41